# Berliner Straße (Cottbus)

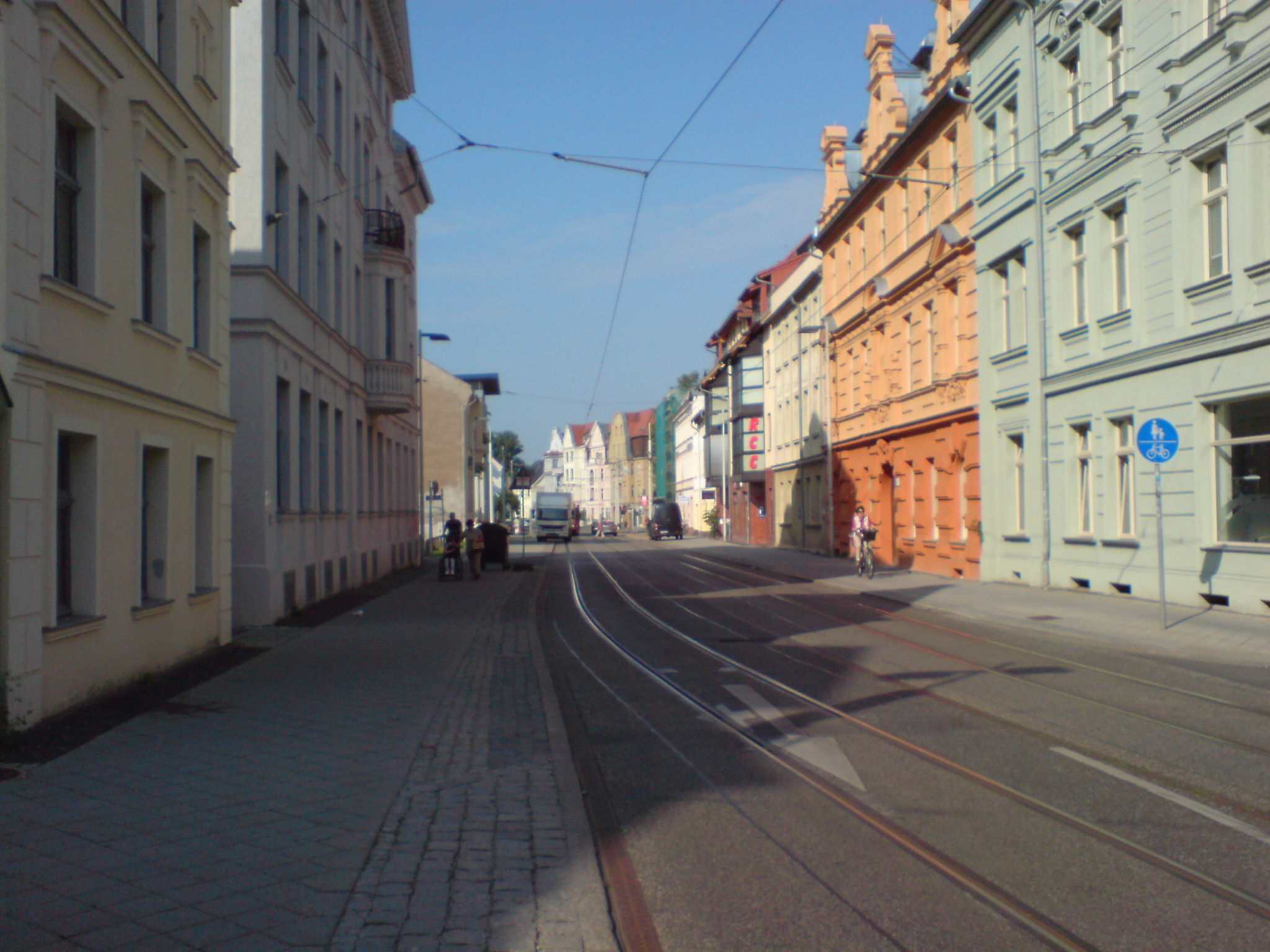
Östlicher Abschnitt der Berliner Straße

Die Berliner Straße (niedersorbisch Barlinska droga) in Cottbus führt vom Altmarkt, die Altstadtgrenze überschreitend, über den Berliner Platz hinweg in westliche Richtung bis nach Ströbitz. Sie folgt dem Verlauf der bedeutenden traditionellen Handelsstraße in Richtung Vetschau, Lübbenau, Luckau und Berlin bzw. Erfurt. Im Mittelalter war sie Teil der niederen Salzstraße zwischen den Messestädten Leipzig und Breslau. Die Straße trug in der Vergangenheit schon viele Namen. Auf einer Karte aus dem Jahr 1720 wird sie außerhalb der Altstadt als Weg nach Ströbitz bezeichnet. Bis 1845 wurde dieser Teil als Luckauer Straße bezeichnet und dann in Berliner Chausseestraße umbenannt. Im Ergebnis der generellen Reform der Straßennamen wurde sie ab 1892/93 als Berliner Straße bezeichnet.
Mit der Errichtung der Cottbus-Schwielochsee-Pferdeeisenbahn 1845/46 und des Gaswerks 1861 wuchs die Bedeutung dieses Verkehrsweges. Die Straße entwickelte sich bis zur Wende zum 20. Jahrhundert zu einer wichtigen, in ihrer Bebauungsstruktur vielschichtigen Geschäftsstraße. Es entstanden zahlreiche Fabriken, Gewerbehöfe, Wohn- und Mietwohnhäuser des gehobenen und einfachen Standards sowie Verwaltungsbauten. In den 1920/30er und 1960er Jahren entstanden Wohnsiedlungen und ab 1972 Plattenbauten.

## Baudenkmale
|    | Lage                    | Bezeichnung | Beschreibung | Bild |
| -- | ----------------------- | --- | --- | ---- |
| 1  | Berliner Straße 15, 16  | Anlage, bestehend aus dem Gebäude der „Alten Teppichfabrik“ von Otto Pietsch sowie dem Verwaltungsgebäude der „Vereinigten Smyrnaer Teppichfabrik AG“ | Cottbus entwickelte sich im 19. Jahrhundert nicht nur zu einem Zentrum der Tuchindustrie, sondern auch zu einem bedeutenden Ort der Teppichherstellung. 1861 gründete Karl-Theodor Kühn seine Teppichfirma in der Dresdener Straße. Nachdem die Fabrik 1872 abbrannte, wurde sie in der Berliner-Chaussee-Straße 34 neu gebaut. Im Jahre 1873 übernahm Otto Pietsch die Fabrik. Von der Fabrik ist nur noch das vermutliche Wohn- und Produktionsgebäude (Berliner Straße 15) erhalten. Das Gebäude ist in Massivbauweise errichtet worden. Die rustikalen Ecklisenen, die bis kurz über die Mansardhöhe geführt werden, unterstreichen die Dreigeschossigkeit. Von der späteren „Vereinigten Smyrnaer Teppichfabrik AG“ ist nur noch das Verwaltungs- und Beamtenwohngebäude (Berliner Straße 16) erhalten geblieben. Die beiden Bauten auf der Südseite der Berliner Straße sind von einer schmalen Durchfahrt getrennt, die auf den Fabrikhof führte. Die „Alte Teppichfabrik“ steht mit der Giebelseite, das Verwaltungs- und Beamtenwohngebäude dagegen mit der elfachsigen Schauseite zur Berliner Straße. Alle anderen Produktionsgebäude entlang der Wernerstraße sind inzwischen abgerissen. Der dreigeschossige Putzbau, Berliner Straße 16, zeigt eine Fassade, deren Gliederung sich durch ein ungewöhnlich flaches Relief auszeichnet und eine Dreiteilung verdeutlicht. Rechts und links sind neben der fünfachsigen Mitte, geprägt von einem Erker mit einem Balkon, jeweils drei Achsen angeordnet. Nur im Mittelteil befindet sich ein niedrig gehaltenes Dachgeschoss, das in einen reich verzierten Zwerchgiebel mit Fenster übergeht. Die Geschosseinteilungen in der Fassade werden durch die verschiedenen Schmuckelemente unterstrichen. Abgeschlossen wird der Zwerchgiebel von einem Satteldach. Im Jahre 1894 ging diese Teppichfabrik in der „Vereinigten Smyrnaer-Teppich Fabriken AG“ auf. Hergestellt wurden Smyrnaer-Teppiche, Läufer, Doppelteppiche und Tournay-Teppiche. Der Sitz war bis zum Jahr 1913 in Berlin, danach in Cottbus in der Berliner Straße 15/16. Nach dem Zusammenschluss produzierte auch die Cottbuser Wolle in diesem Gebäude, später gehörte es zum TKC. Im Jahr 1947 wurde die „Vereinigte Smyrnaer-Teppich Fabriken AG“ nach Hannover verlagert. Die orientalischen Teppiche, namentlich die geknüpften Smyrnateppiche, wurden nach der türkischen Stadt Smyrna, heute Izmir, benannt. Cottbuser Teppiche wurden in alle Welt exportiert, so in das Außenhandelsministerium New York, auch ein Salonzug im Orient wurde mit Teppichen aus Cottbus ausgestattet. Selbst am japanischen Kaiserhof waren Teppiche aus „Kottbus“ zu sehen. Der Glanz der Einzigartigkeit und der damit verbundene Ruhm der Firma Prietsch sind mit den Jahren verblasst. Beim Stichwort Perserteppich, Teppiche mit türkischen oder persischen Knoten, würde einem heute wohl kaum Cottbus einfallen. Das Verwaltungs- und Beamtenwohngebäude der „Alten Teppichfabrik“ wurde im Fassadenbereich denkmalgerecht saniert. Nach einer umfangreichen Modernisierung wird das Gebäude als Wohnraum genutzt. |      |
| 2  | Berliner Straße 27      | Verwaltungsgebäude der Cottbuser „Städtischen Werke“ | Im Jahr 1913 erfolgte der Umbau und die Erweiterung des vorhandenen Verwaltungsgebäudes der 1861 in Betrieb genommenen städtischen Gasanstalt. Am Haupteingang wurden 1930 polygonale Wandpfeiler mit Laternen durch Rundpfeilerpaare ersetzt, ansonsten wurde bei dem Umbau nur unwesentlich in den Grundriss eingegriffen. Bei dem Gebäude handelt es sich um einen dreigeschossigen, neunachsigen, von einem Walmdach abgeschlossenen Putzbau. Im Erdgeschoss ist zwischen Sockel und Gurtgesims ein plastischer Fugenschnitt, der als Sturzquaderung die Fenster umläuft. Die Obergeschosse sind durch profilierte Lisenen zwischen den Fensterachsen zusammengefasst. Unter den Fenstern im zweiten Stock befinden sich Brüstungsfelder mit rechteckigen Ornamentapplikationen. Der Hauseingang befindet sich in der Mittelachse des Vordergebäudes und ist von Rundpfeilerpaaren flankiert. Diese tragen eine gerade Verdachung. Über dem Türsturz ist das Cottbuser Stadtwappen zu sehen. Die Eingangsachse ist in beiden Hauptgeschossen von monumentalen Pilastern mit reich dekorierter Kapitellzone sowie mit Schmuckbändern gerahmt. Die freistehende Ostseite und die Hoffront sind analog durch Lisenen und Brüstungsfelder gegliedert. Die Rückseite des Gebäudes ist durch einen Treppenhausrisalit mit portalartigen gerahmtem Zugang und abschließendem Dreiecksgiebel strukturiert. Die Haupttreppenanlage mit kunstvollem Eisengeländer stammt aus der Zeit um 1912. Das Verwaltungsgebäude bildet eine wichtige architektonische Dominante im Straßenbild. Der Bau ist zeittypisch in der Verbindung von Neubarock und einer Tendenz ins Monumentale. |      |
| 3  | Berliner Straße 43-50   | Wohnanlage | Dieses Ensemble wurde nach Entwürfen des Stadtbauamtes unter Baurat Johannes Boldt 1927 erbaut und ist ein Beispiel für das Engagement der Kommunen zum gemeinnützigen Wohnungsbau, der der Wohnungsnot der späten 1920er Jahre entgegenwirken sollte. Die acht dreigeschossigen Häuser mit geordneter Klinker- bzw. Putzfassade in geschlossener, spät-expressionistischer Blockrandbebauung befindet sich an der Südseite der Berliner Straße zwischen der Friedrich-Engels-Straße und der Waisenstraße. Die acht dreigeschossigen Häuser mit geordneter Klinker- bzw. Putzfassade in geschlossener, spät-expressionistischer Blockrandbebauung befindet sich an der Südseite der Berliner Straße zwischen der Friedrich-Engels-Straße und der Waisenstraße. Die Portalfiguren an den Putzbauten (Hausnr. 43, 46, 47, 50) stammen vom Cottbuser Bildhauer Willy Felgenträger und stellen Figuren deutscher Volksmärchen dar. Diese jeweils zwei Hochrelieffiguren aus Terrakotta („Ilse-Klinker“-Keramik) flankieren die spitzwinklig verdachten Eingänge. An den Putzbauten befindet sich die Klinkerverblendung nur am Sockel. In den Eingangsachsen wurden gekoppelte Lanzettenfenster mit Rautenversprossung verwendet und im dritten Obergeschoss sind die Lanzettenfenster von Putzdekor überfangen (Kinddarstellung, in Zackenornament). Die Klinkerbauten (Hausnr. 44, 45, 48, 49) sind mit jeweils paarig unter drei Staffelgiebeln zusammengefasst. Die seitlichen Achsen sind mit spitzwinklig, verdachten Hausaufgängen versehen, über denen sich jeweils ein zweigeschossiger, spitzwinklig hervorspringender und verputzter Erker befindet. Die Erkerfenster sind von einer wulstigen Quaderung gefasst; die gewölbten Brüstungen sind mit expressionistischen Ornament verziert. Die Staffelgiebel hier sind mit Zinnen und Dreiergruppen von Dreierfenstern im Giebelfeld versehen. Nahezu alle Haustüren sind mit ihrer differenzierten Diagonalversprossung der Glaseinsätze und ihren kleinteilig gesprossten Fenstern bauzeitlich erhalten geblieben. Ebenso die Treppenanlage, die Wohnungstüren und Kachelöfen mit gezackter Dekorleiste und Rautenmotiv. Die Hofseite der Berliner Straße 43-50 wurde schlicht glatt verputzt. |      |
| 4  | Berliner Straße 54      | Fassade des Mietwohnhauses | Dieser Eckbau an der Südseite der Berliner Straße zur Waisenstraße wurde 1903 im Auftrag des Bauherren und Architekten Carl Sichler errichtet. 1997 erfolgte die Restaurierung der Fassade und die Innenmodernisierung. Die Fassade ist flach reliefiert und eigenwillig an der Tudorgotik sowie an der nordeuropäischen Architektur orientiert gestaltet. Im Erdgeschoss befinden sich unterschiedliche Fensterformen. Das Spitzbogenportal zeigt ein Gewände mit blatt- und bänderverzierter Säule bzw. Stabwerk, die Haustür zeigt einen schulterbogigen Sturz. Das Erdgeschoss und das erste Obergeschoss sind mit feiner Putzquaderung überzogen und die Fenster der oberen Etagen mit variationsreichen Sturzbögen versehen. In der Traufzone wurde ein zarter Wellenfries angebracht. Die Betonung der zwei zentralen Achsen an der Straßenfront geschieht mittels kantiger Dienste und geschweifter Zwerchgiebel. Die Zwerchgiebel sind markant ausgebildet durch Putzornamente und Aufsätze. Zwischen den Zwerchgiebeln befinden sich axial angeordnete Gauben und die abgeschrägte Ecke des Gebäudes wird von einem abschließenden monumentalen Zwerchgiebel mit Spitzhelm und Zierfachwerk bekrönt. |      |
| 5  | Berliner Straße 58      | Werkstätten der Städtischen Straßenbahn (Straßenbahndepot), bestehend aus den Werkstatt- bzw. Wagenhallen sowie dem Verwaltungsgebäude (Gebäudehülle), der Einfahrtstoranlage, Einfriedungsmauer sowie dem Hof einschließlich der Gleisanlagen und der Natursteinbefestigung | Betriebshof Cottbus-Mitte |      |
| 6  | Berliner Straße 112     | Mietwohnhaus | Dieser Putzbau mit Berliner Dach und schmuckvoller Fassade wurde 1900 durch die Maurer- und Zimmermannsfirma Alfred Simon & Co im Auftrag des Gastwirts Franz Petter erbaut. Dieses Haus befindet sich an der Nordseite der Berliner Straße als mittleres Haus einer Gebäudegruppe. Dieses Haus befindet sich an der Nordseite der Berliner Straße als mittleres Haus einer Gebäudegruppe. Die Segmentbogenfenster des Erdgeschosses sind in gequaderte, von Rundstäben begleitete, Profilrahmungen gestellt. Hier wurde der Eingang portalartig gestaltet, die Gewände sind kielbogig abschließend und mit Stäben und Blattwerk geschmückt. Die Giebelkrönung wird von zwei Putten, die ein Stadtwappen halten, verziert. An den Obergeschossfenstern befinden sich kräftige Dreiecksbogenverdachungen. Die rechten Außenecken des Gebäudes besitzen einen Zwerchgiebelabschluss in Renaissanceformen. Hier sind die Brüstungsfelder der Vorhangbogenfenster im zweiten Stock mit Blumenkränzen bzw. Baum- oder Tierdarstellungen verziert. Bauzeitlich erhalten geblieben sind die Haus- und Innentüren und die Treppenanlage. Die Fassade wurde mit Elementen aus der Neurenaissance, Neugotik und jugendstilistischen Details gestaltet. |      |
| 7  | Berliner Straße 128     | Wohnhaus | Dieses Wohnhaus wurde 1888/89 für den Ingenieur und Architekt Wilhelm Krumrey erbaut. 1997 erfolgte die Restaurierung der Fassade und Sanierung des Gebäudes. Das villenartige Haus an der Nordseite der Berliner Straße besitzt einen kurzen Hofflügel. Das villenartige Haus an der Nordseite der Berliner Straße besitzt einen kurzen Hofflügel. Die Fassade ist vierachsig und mit einem Risalit versehen. Die hoch-rechteckigen Fenster werden von Sohlbankgesimsen verbunden. Die linke Gebäudeseite ist mit einer Giebelverdachung einer paarigen Ädikularahmung im Risalit versehen. Ein mit Blendgiebel in Renaissanceformen geschosshohes Zwerchhaus schließt den Risalit ab. Über der rechten Gebäudeseite findet man eine weit ausladende Traufzone mit Zahnschnittfries. Die Traufzone geht in ein steiles, schiefergedecktes Terrassendach mit zwei Dachhäusern über. Die bauzeitliche Haustür zeigt ein florales, filigranes Gitter, welches den Glaseinsatz der Tür schützt. Dieses Wohnhaus ist ein Vertreter eines spät-historischen Einfamilienhauses, das sich in Lage, Größe und Gestaltung von der umliegenden Bebauung abhebt. |      |
| 8  | Berliner Straße 130a-d  | Gebäude 1 (Nr. 130d) und 2 (Nr. 130a-c) des Packhofs der Cottbuser-Schwielochsee-Pferdeeisenbahn | Die zwei Remisen wurden 1853 an der Nordseite der damaligen Berliner–Chaussee–Straße, im Hofgelände des Grundstücks errichtet. Das Lagergebäude 1 (130 d) ist ostwestlich ausgerichtet und begrenzt das Gelände nach Norden. Dieser unterkellerte, dreigeschossige Putzbau hat eine drei zu siebenachsige Gliederung unter Satteldach. Die Fensterachsen werden durch flache Blendarkaden aus fassadenhohen Stichbögen gefasst. Das Erdgeschoss wird nur durch seine Zugänge belichtet, die oberste Lagerebene ist mit Zwillingsfenstern ausgestattet. An der Südseite dieser Remise befindet sich ein niedriger Vorbau mit Zugang in den großen Lagerkeller, an dessen Decke sich ein Kuppelgewölbe zwischen längs- und querlaufenden Gurten befindet. Das ebenerdige Lagergeschoss besitzt starke Außenwände. Die darüberliegenden Außenmauern sind dagegen nur einen halben Stein tief. Über die in der Mitte der Säle längs durchlaufende Holzstützreihen erfolgt die Ableitung der Lasten der Lagerböden. Das Lagergebäude 2 (130a-c) befindet sich nordsüdlich ausgerichtet an der Nordseite des Geländes. An der östlichen Fassade dieses hohen, eingeschossigen Putzbaus ist die ursprüngliche Gliederung durch Blendbögen noch sichtbar. An der zur Berliner Straße ausgerichteten Giebelseite befinden sich zwei hohe, später eingefügte Türöffnungen (heute zugesetzt) und die östliche Giebelseite besitzt zwei Blendbögen. Hier werden im Bauinneren die Deckenbalken durch eine längs durchlaufende Ständerreihe getragen und in der Gebäudemitte führt eine Treppe in den Dachraum. Hier befindet sich ebenfalls eine Fachwerktrennwand. Diese Bauten markieren den Beginn der Prosperität der Stadt Cottbus im 19. Jahrhundert. |      |
| 9  | Berliner Straße 131     | Mietwohnhaus | Das Mietwohnhaus in der Berliner Straße 131 wurde 1911 im Auftrag des Elektrotechnikers Bruno Pohl erbaut. Hier handelt es sich um eine Bauform, die „Stil um 1800“ bzw. „Heimatstil“ (rustikale Variante) genannt wird. Zu Beginn des 19. Jahrhunderts wurden verschiedene architektonische Elemente der Landhausarchitektur auf die Miethausarchitektur übertragen. Das Gebäude in der Berliner Straße 131 ist ein solcher Vertreter. Im Jahre 2000 wurde eine Sanierung und Restaurierung durchgeführt. Hierbei wurden die Fledermausgauben durch Schleppgauben ersetzt. Die Straßenansicht des Gebäudes ist durch eine symmetrische Baumassenverteilung zur Mitte hin geprägt. Dort befinden sich ein breiter Mittelerker und zu den Seiten zurückgestuft angegliederte Loggien- und Balkonachsen. Weiterhin besitzt die Berliner Straße 131 einen nahezu gebäudebreiten Zwerchgiebel. Im Erdgeschoss ist der Erker scheinbar durch Säulen gestützt und die ovale Vorhalle besitzt Fliesenbilder in Form von Puttendarstellungen. Die Mittelgeschosse sind durch flache Kolossalpilaster und deren Fenster mit verbindenden figürlichen Reliefbildern gestalterisch zusammengefasst. Ferner fassen geschossübergreifende Wandvorlagen die Fensterachsen. Das Obergeschoss ist mit Hilfe einer Dachschürze bzw. geschwungenen Balkonen abgesetzt. Das filigran reliefierte Dekor konzentriert sich an den Pilastern, Brüstungen und Verdachungen. In der Giebelspitze befindet sich ein geschweifter Zwerchgiebel mit einem Ovalfenster und ein ovales Dekorfeld. Dieses beinhaltet eine Darstellung von einem Adler mit einem Blitz in den Krallen. Es ist wohl ein Hinweis auf Zeus und auf den Beruf des Hauseigentümers. Im Inneren befindet sich eine Treppenanlage, die um ein U-förmiges Treppenauge geführt wird. Diese ist im bauzeitlichen Stil unter einem Oberlicht ausgeführt. Das Wohnhaus fügt sich mit seiner Grunddisposition harmonisch in die geschlossene Häuserzeile ein, jedoch hebt es sich durch seine kreative Architektursprache von den restlichen Gebäuden ab. Dies wurde durch die malerisch bewegte Fassadengestaltung, mittels spannungsreicher Plastizität sowie mit klassizistischem und jugendstilistischem Bauschmuck erreicht. Des Weiteren sind einzelne Dekorelemente, wie z. B. die Reliefbilder, von handwerklicher Qualität geprägt. Durch die außergewöhnliche Gestaltung der Eingangssituation in Form einer ovalen Säulenvorhalle und den geschwungenen Linienführungen der Balkone sowie dem imposanten Zwerchgiebel, wird die Repräsentativität des Gebäudes gesteigert. |      |
| 10 | Berliner Straße 134     | Mietwohnhaus | Das Gebäude in der Berliner Straße 134 ist ein Mietwohnhaus und wurde 1909/10 errichtet. Die Ausführung wurde durch das Bauunternehmen Heinrich Schenker realisiert. Der Eckbau besitzt ein hohes Mansarddach, das durch Risalit- und Erkerformen akzentuiert wird. Weiterhin wurde mittels eines bis zum Dach aufragenden, gebrochenen und geschweiften Zwerchgiebels ein Akzent gesetzt. Im Erdgeschoss an der Südseite des Gebäudes befindet sich ein Mittelrisalit mit Rundbogennischen. In der mittleren Nische ist der zurückgesetzte Hauseingang. An der Ostseite in Richtung Lessingstraße übergreift der geschweifte Zwerchgiebel den Balkonabschluss des zweigeschossigen Erkers. Das Giebelgesims über den vier rechten Außenachsen wird als Traufgesims weitergeführt und der Mansardbereich wurde als viertes Geschoss ausgeführt. An den Sturz- und Brüstungszonen sowie den Erkern der Ostfassade, sind Fassadendekore in Form von Friesplatten und Bändern angebracht. Die Zwerchgiebel sind gleichermaßen durch Bauschmuck markant verziert. Die sich oberhalb der Kämpferzone befindlichen variierenden Fenster besitzen Sprossen, ebenso die Haustür. An der Hofseite gibt es einen Treppenturm, um den Balkone gelegt wurden. Im Inneren befindet sich neben der Treppenanlage unter dem Oberlicht eine Fülle an Ausstattungsdetails. Außer dem Deckenstuck gibt es an dem Windfang sowie an den Wohnungstüren Dekorationen mit dem Einfluss des Jugendstils. Ferner sind im ersten Obergeschoss sechs zimmerhohe, reich gestaltete Öfen bis heute erhalten. Das Mietwohnhaus hat sowohl eine baugeschichtliche als auch baukünstlerische Bedeutung. Das architektonische Konzept zeigt trotz des neubarocken Stils Einflüsse der sogenannten Reformarchitektur, die im Gegensatz zum Historismus eine Vereinfachung der Formen und des Dekors anstrebt. Weiterhin hat das Haus eine städtebauliche Wirkung durch seine exponierte Ecklage im Bereich einer Straßenkrümmung. |      |
| 11 | Berliner Straße 135/136 | Wohnhaus mit Seitenflügel und Saalanbauten | Der Maurermeister Carl Leberecht Schade war um 1880 der Ersteigentümer des Wohnhauses mit Seitenflügel und umbauten Gewerbehof. Das Grundstück war bereits 1876/77 in seinem Besitz. Ab dem Jahre 1911 gehörte es dem seit 1901 in Cottbus tätigen Evangelischen Gemeinschaftsverein E.K. An der Ost- und Nordseite des Wohnhauses wurden durch den Gemeinschaftsverein Säle angebaut. 1914 war der Bau des Gemeinschaftssaals beendet. 1993 wurde u. a. ein Umbau und eine Teilaufstockung des Gebäudes vorgenommen. Weiterhin wurde ein „Winkel-Zirkel-Senkblei“-Relief im Giebel demontiert. Das Wohnhaus mit seinen Anbauten befindet sich weit hinter der Bauflucht und gestaltet sich als ein verschachtelter Komplex an der Nordseite der Berliner Straße. Es besteht aus zwei bis drei Geschossen, die mit einer ziegelsichtigen Fassade versehen wurden. Ein Flachdach deckt den Gebäudekomplex. Die Fassade wird durch Sohlbank- und Traufgesimse, einem Zahnschnittfries sowie einem Sturzbogen und Profilleisten an den Fenstern belebt. Die höheren, teilweise turmartigen Gebäudeteile akzentuieren durch in die Traufe einschneidende Blendgiebel. Das dreigeschossige langgezogene Wohnhaus mit Altan besitzt an der schmalen Straßenfassade aufwendig gestaltete Brüstungsfelder, Pilaster und Zahnschnittbögen. Oberhalb des Altans sind die Tür- und Fensterverdachungen in ein Rahmenwerk aus Wandvorlagen gestellt. Um 1900 wurde an der Ostseite des Wohnhauses ein zweieinhalbgeschossiges Treppenhaus angebaut mit einem Eingangsportal, das eine Dreiecksverdachung besitzt. Die Haustür ist bauzeitlich gearbeitet. Der östlich anschließende zweigeschossige Saalbau ist in seinem äußeren Erscheinungsbild schlicht gestaltet. Im Inneren sind die Säle mit ionischen Pilastern dekoriert, die ein Gebälk stützen. Der Saal im Erdgeschoss ist mit einer Stuckdecke (zentrales Kreis-Kreuz-Motiv) versehen und verläuft nach Norden bühnenähnlich. Im Norden ist ein Anbau angefügt worden, der eine Rundbogenöffnung und eine Bühne besitzt. Im Westen schließt sich ein Seitenflügel an. Dieser wurde zurückgesetzt angebaut und erschließt sich über einen separaten Eingang. Aus den diversen Bauphasen sind verschiedene Ausstattungsdetails, wie Treppenanlagen, Wohnungstüren mit Verglasung und dem Kreuz-Kreis-Motiv (gebildet durch deren Sprossen), sowie Kassettentüren mit verzierter Verdachung erhalten geblieben. Die städtebauliche Bedeutung des Hauses wird durch den Eigentümer Carl Leberecht Schade und das religiöse Leben in Cottbus bewirkt. Der Gebäudekomplex ist baugeschichtlich von Bedeutung durch seine zurückhaltende architektonische Ausführung, die intensiv an Fabrikbauten erinnert. Das Wohnhaus hingegen hebt sich durch seinen Bauschmuck deutlich ab. Die Säle erhielten im Inneren einer ihrer Nutzung angepasste Ausstattung und wurden äußerlich den vorhandenen Gebäuden in ihrem Erscheinungsbild und den Baumaterialien angepasst. |      |
| 12 | Berliner Straße 143     | Mietwohnhaus mit Läden und Hofbebauung | Das Mietwohnhaus mit Gewerbegebäuden wurde 1895 im Auftrag des Fleischermeisters Hermann Klasche in der Berliner Straße 143 erbaut. Die Realisierung wurde durch die Firma des Bauunternehmers, Architekten und späteren Stadtrats Ewald Schulz bewerkstelligt. Das Bauwerk wurde in einer geschlossenen Gebäudezeile errichtet und besitzt ein Berliner Dach. Ferner verfügt das Haus über eine siebenachsige Putzfassade, die durch ein stark plastisches Dekor geprägt ist. Das Erdgeschoss ist von einer profilierten Bänderung überzogen und hat weit hervorstehende grob beschlagene Steine mit glatten Streifen. Das dreiteilige Hauseinfahrtstor mit seiner Schlupftür, die Schaufenster und Türen der beiden Läden sind bauzeitlich gearbeitet. Die Beletage ist hier im ersten Obergeschoss durch eine flachere Bänderung sowie Ädikularahmung der Mittel- und Seitenachsenfenster hervorgehoben. Des Weiteren gibt es eine dekorierte Frieszone und ein Giebelgesims, das die Ädikulä über die gesamte Fassadenbreite verbindet. Ein weiteres Dekorelement sind Friesplatten an den Brüstungsfeldern sowie Kartuschen in Rollwerken. Das mittlere Fenster ist flankiert von Postamenten mit Vasen. Die geschweiften Zwerchgiebel im Renaissance-Stil dominieren das Fassadenbild. Im Inneren eines Verkaufsraums sind drei Wände mit Fliesen versehen, vermutlich von der Firma Villeroy & Boch, Betrieb Dresden. Die mit naturalistischen bzw. stilisierten floralen und geometrisierenden Motiven versehenen Fliesen aus dem Historismus sind zu Friesen oder größeren Feldern zusammengefügt. Sie strukturieren die Wände und erzeugen eine geschlossene Raumfassung mittels ihrer variierenden Größen, kräftigen Farben sowie ihrer Rahmung aus schwarzen oder braunen Bändern. Der Hof ist von den ziegelsichtigen Gewerbegebäuden der Fleischerei umschlossen. Diese sind ein- bzw. zweigeschossig ausgeführt. Der Gebäudekomplex zählt zu den wenigen Beispielen eines damals typischen mittelständischen Handwerksbetriebes. Charakteristisch ist die räumliche Einheit von Wohnung, Laden und Werkstatt. Besonders im Vordergrund war die gehobene Ausstattung der Verkaufsräume. Diese genügte den hygienischen Anforderungen und der Sauberkeit, die in einem Lebensmittelgeschäft herrschen soll und gleichzeitig war sie das Aushängeschild für die Fleischerei Klaschke. Die baukünstlerische Bedeutung des Hauses wird durch die Originalität der Fliesengestaltung herausgezeichnet sowie durch die gut erhaltene reich geschmückte Neurenaissance-Fassade. |      |